# Słaboszów
Słaboszów est une localité polonaise, siège de la gmina de Słaboszów, située dans le powiat de Miechów en voïvodie de Petite-Pologne.